# 아서 H. 윅스
아서 H. 윅스(Arthur H. Wicks, 1887년 12월 24일, 뉴욕주 뉴욕 ~ 1985년 2월 18일)은 미국의 정치인으로 뉴욕주 부지사 권한대행이다.

## 경력
- 뉴욕 킹스턴 스팀 세탁소 소유
- 1927.01 ~ 1944.12 제150~164대 미국 뉴욕 제29구 상원의원
- 1945.01 ~ 1956.12 제165·166·167·168·169·170대 미국 뉴욕 제34구 상원의원
- 1949.03 ~ 1953.11 뉴욕 상원 다수당 대표
- 1949.03 ~ 1953.11 뉴욕 상원 임시의장
- 1953.09 ~ 1953.11 뉴욕 부지사 권한대행

## 역대 선거 결과
| 선거명      | 직책명                 | 대수  | 정당   | 득표율 | 득표수   | 결과 | 당락             |
| ----------- | ---------------------- | ----- | ------ | ------ | -------- | ---- | ---------------- |
| 1926년 선거 | 상원의원 (뉴욕 제29부) | 150대 | 공화당 | 58.08% | 30,699표 | 1위  | 뉴욕 주의원 당선 |
| 1928년 선거 | 상원의원 (뉴욕 제29부) | 152대 | 공화당 | 65.80% | 45,869표 | 1위  | 뉴욕 주의원 당선 |
| 1930년 선거 | 상원의원 (뉴욕 제29부) | 154대 | 공화당 | 58.18% | 32,426표 | 1위  | 뉴욕 주의원 당선 |
| 1932년 선거 | 상원의원 (뉴욕 제29부) | 156대 | 공화당 | 57.93% | 41,129표 | 1위  | 뉴욕 주의원 당선 |
| 1934년 선거 | 상원의원 (뉴욕 제29부) | 158대 | 공화당 | 58.78% | 35,029표 | 1위  | 뉴욕 주의원 당선 |
| 1936년 선거 | 상원의원 (뉴욕 제29부) | 160대 | 공화당 | 61.06% | 47,186표 | 1위  | 뉴욕 주의원 당선 |
| 1938년 선거 | 상원의원 (뉴욕 제29부) | 162대 | 공화당 | 64.90% | 44,971표 | 1위  | 뉴욕 주의원 당선 |
| 1940년 선거 | 상원의원 (뉴욕 제29부) | 163대 | 공화당 | 63.85% | 52,327표 | 1위  | 뉴욕 주의원 당선 |
| 1942년 선거 | 상원의원 (뉴욕 제29부) | 164대 | 공화당 | 68.91% | 41,354표 | 1위  | 뉴욕 주의원 당선 |
| 1944년 선거 | 상원의원 (뉴욕 제34부) | 165대 | 공화당 | 65.51% | 61,563표 | 1위  | 뉴욕 주의원 당선 |
| 1946년 선거 | 상원의원 (뉴욕 제34부) | 166대 | 공화당 | 68.92% | 55,358표 | 1위  | 뉴욕 주의원 당선 |
| 1948년 선거 | 상원의원 (뉴욕 제34부) | 167대 | 공화당 | 64.18% | 62,324표 | 1위  | 뉴욕 주의원 당선 |
| 1950년 선거 | 상원의원 (뉴욕 제34부) | 168대 | 공화당 | 66.44% | 60,620표 | 1위  | 뉴욕 주의원 당선 |
| 1952년 선거 | 상원의원 (뉴욕 제34부) | 169대 | 공화당 | 69.48% | 77,132표 | 1위  | 뉴욕 주의원 당선 |
| 1954년 선거 | 상원의원 (뉴욕 제34부) | 170대 | 공화당 | 65.24% | 60,508표 | 1위  | 뉴욕 주의원 당선 |